# Risti
Risti (em estoniano:  Risti vald) é um município rural estoniano localizado na região de Läänemaa.